# 椿啓介
椿 啓介（つばき けいすけ、男性、1924年6月21日 - 2005年8月18日）は、日本の菌類学者。不完全菌の分類体系を、分生子形成様式に基づいて構築した。東京都出身。

## 経歴
1924年（大正13年）6月21日に東京に生まれ、幼少期を一時北海道函館市で過ごした他は東京で育った。1948年（昭和23年）3月に東京農業大学農学部農芸化学科を卒業した。卒業研究ではカビの生産物を扱ったが、カビそのものへの関心を強め、卒業後は研究の主軸をこちらに移していった。
その年の4月にカビ、酵母のジーンバンク活動を行っていた財団法人長尾研究所に入所し、不完全菌類の研究を開始。ここでは主任研究員にまでなり、また1959年（昭和34年）8月には、1954年から1958年にかけて発表した、不完全菌の分類体系に関する一連の論文に基づき、広島大学から理学博士の学位を授与された。
1961年（昭和36年）6月に財団法人醗酵研究所（現：公益財団法人発酵研究所）に移り、このときに閉鎖目前であった長尾研究所から主要な保存菌株を醗酵研究所に移管している。1974年（昭和49年）に副所長に就任。1976年（昭和51年）4月、3年前に開学したばかりの筑波大学の生物科学系教授に就任し、1988年（昭和63年）に定年退官するまでここで教育・研究に携わった。この間、1985年（昭和60年）から1987年（昭和62年）まで日本菌学会の学会長を務めている。
筑波大学を退官し、筑波大学名誉教授となると同時に日本大学薬学部教授と東京農業大学客員教授を兼任。1994年（平成6年）に日本大学を定年退職した。この日大時代の1993年（平成5年）には、永年の菌学に関する功績に対して、田辺市と南方熊楠邸保存顕彰会から第3回南方熊楠賞を受賞。2002年（平成14年）脳梗塞に倒れた後も執筆活動などに勤しんでいたが、2005年（平成17年）7月末に急速に体調を崩して入院、8月18日に敗血症による腎不全で死去。

## 業績
椿が不完全菌の研究を開始した時期は、折りしも古典的なピエール・アンドレア・サッカルド の分類体系の見直しが始まった時期に当たっていた。この潮流に大きな刺激を与えたのが、1953年、カナダの Hughes によって提議された、分生子形成様式を基準とする考え方であった。これに刺激を受けて発展させた代表的な研究が日本の椿（1958）、インドのSubramanian（1962）、カナダのBarron（1968）であり、これらを総合した体系は Hughes-Subramanian-Tubakiの分類体系と呼ばれ、その後の不完全菌分類の基準となった。
椿はHughes-Subramanian-Tubakiの分類体系確立後は、不完全菌の有性世代の多くが属している子嚢菌の分生子形成様式をこの体系に当てはめて比較し、子嚢菌の系統関係がこの体系にどう反映しているのかを追究し、また、有性世代の明らかになっていない不完全菌の系統関係を探求し、これをライフワークとした。
ユニークな研究としては、担子菌系の酵母や、淡水性（水生不完全菌など）、海生菌などの水に深いかかわりを持つ菌類の研究も手がけ、この分野の日本における研究の先駆者となった。

## エピソード
海外の研究者が椿のもとを訪れると、その度に学生も呼んで自宅で歓迎パーティーを開いており、それによって多くの学生と海外の著名菌学者との接点を作ったと伝えられている。また、学生との研究に関する会話時に、自分の提示した話題については「面白いんだ」、学生の示したアイディアについては「面白いね」と一言付け加えるのが常で、また「弟子が師匠を追い越さなければ、それは師匠がバカか弟子がバカかのどちらかだ」を口癖にしており、それが学生に対する大きな刺激になったという。